# Synchiropus atrilabiatus
Synchiropus atrilabiatus és una espècie de peix marí de la família dels cal·lionímids i de l'ordre dels perciformes.
És ovípar. Menja petits invertebrats bentònics. És un peix marí, de clima tropical i demersal que viu entre 12-232 m de fondària. a Costa Rica, les Illes Galápagos, Panamà i el Perú.
És inofensiu per als humans.